# Bilram
Bilram is een nagar panchayat (plaats) in het district Kasganj van de Indiase staat Uttar Pradesh.

## Demografie
Volgens de Indiase volkstelling van 2001 wonen er 12.119 mensen in Bilram, waarvan 54% mannelijk en 46% vrouwelijk is. De plaats heeft een alfabetiseringsgraad van 29%.